# Saison 17 des Enquêtes de Murdoch
Chronologie
Saison 16 Saison 18
La dix-septième saison des Enquêtes de Murdoch est diffusée sur CBC depuis le 2 octobre 2023. Elle est constituée de vingt-quatre épisodes.

## Distribution

### Acteurs principaux
- Yannick Bisson (VF : Jean-Philippe Puymartin) : Détective William Murdoch
- Thomas Craig (VF : Patrice Dozier) : Inspecteur Thomas Brackenreid
- Jonny Harris (VF : Luc Arden) : Agent George Crabtree
- Hélène Joy (VF : Dominique Westberg) : Dre Julia Ogden
- Lachlan Murdoch (VF : Philippe Bozo) : Agent Henry Higgins

### Acteurs récurrents
- Arwen Humphreys (VF : Marie-Laure Dougnac) : Margaret Brackenreid (12 épisodes)
- Daniel Maslany (VF : Christophe Lemoine) : Inspecteur Llewellyn Watts (13 épisodes)
- Bea Santos (VF : Cindy Tempez) : Louise Cherry (4 épisode)
- Shanice Banton (VF : Fily Keita) : Violet Hart (19 épisodes)
- Clare McConnell (VF : Kahina Tagherset) : Effie Newsome (10 épisodes)
- Mark Taylor (en) : Isaiah Buchanan (2 épisodes)
- Kenzie Delo : Agent Tucker (10 épisodes)

### Invités
- Kennedy Bre Hall / Quinn Rae Hall / Evelyn Wojcik / Lily Anikina : Susannah Murdoch
- Christopher Jones : Bobby Brackenreid
- Colm Feore : George Crabtree Sr.
- Peter Keleghan (VF : Lionel Henry) : Terrence Meyers
- Michael Seater : James Gillies
- James Graham : Arthur Carmichael
- Johnathan Sousa : Vincenzo Peruggia
- Kristen Thomson (en) : Emily Carr

## Liste des épisodes
1. Faites ce qu'il faut, Première partie
2. Faites ce qu'il faut, Deuxième partie
3. Murdoch et la Joconde
4. Rêves de grandeur
5. Le poste des horreurs
6. S'épanouir à en mourir
7. La mort aux courses
8. Promenons-nous dans les bois
9. La liste du père Noël
10. Fenêtre sur rue
11. La guerre des clans
12. Le mauvais œil
13. Destination nulle part
14. L'attaque des abeilles tueuses
15. À la recherche du trésor perdu
16. Un prédicateur à Toronto
17. En souvenir du 5 novembre
18. La dame blanche de Toronto
19. Une maladie mystérieuse
20. Rhapsodie sanglante
21. Fiançailles écourtées
22. Pourquoi chantent-ils tous ?

### Épisode 1: Faites ce qu'il faut, Première partie
- Canada : 2 octobre 2023 sur CBC

- Sean Ban Beaton : William Harwell
- Tricia Black : Penny
- Kenton Blythe : Policier de Rochester
- Juan Chioran : Atticus Jones
- Sorcha Cusack : Hilda Fanshaw
- Larry Day : Charlie Griffith
- Geri Hall : Fiona
- Paul Irving : Agent Paul
- Jeff Kassel : Quintin Crisp
- Kyle Mac : Trevor
- Francis Melling : Anarchiste
- Laurie Murdoch : Melvin Banks
- Meher Pavri : Caroline
- Paul Popowich : Capitaine Roberts
- Stacy Smith : Julie LePage
- Russell Yuen : Jonathan Edwards
- Carson Manning : Voleur

### Épisode 2: Faites ce qu'il faut, Deuxième partie
- Canada : 9 octobre 2023 sur CBC

- Lawrence Bayne : Gilbert Ward
- Tricia Black : Penny
- Juan Chioran : Atticus Jones
- Will Corno : Mr. Williams
- Sorcha Cusack : Hilda Fanshaw
- Larry Day : Charlie Griffith
- Geri Hall : Fiona
- Nathan Hoppe : Agent McNabb
- Jeff Kassel : Quintin Crisp
- Demetri Kellesis : Blake Redmond
- Brandon Knox : Bert
- Kyle Mac : Trevor
- Carson Manning : Voleur
- Meher Pavri : Caroline
- Paul Popowich : Capitaine Roberts
- Stacy Smith : Julie LePage
- Russell Yuen : Jonathan Edwards

### Épisode 3: Murdoch et la Joconde
- Canada : 16 octobre 2023 sur CBC

- Johnathan Sousa : Vincenzo Peruggia
- Oliver Dennis : Arthur Rawley
- Yanna McIntosh : Nounou
- Charlotte Denis : Lady Isabelle
- Raphael Grosz-Harvey : Henri Dubois / Jacques Martine
- Brian Sills : Ronald Lash
- Robert Dodds : Vieil homme
- Ali A. Kazmi : Jeune homme
- Celestina Aleobua : Barmaid

### Épisode 4: Rêves de grandeur
- Canada : 23 octobre 2023 sur CBC

- Lanette Ware : Mama Malone
- Gavin Fox : Harry Hayes
- Madison Seguin : Millicent Drysdale
- Fiona Mongillo : Madeline Tomkins
- Vanessa Jackson : Diana Mackeen
- Simon Webster : Buster
- Alison Deon : Eleanor Pinch
- Jordan Andonov : Bijoutier
- Bennett Taylor : Mick Peterson
- Jessalyn Ferguson : Fiancée

### Épisode 5:Le poste des horreurs
- Canada : 30 octobre 2023 sur CBC

- Albert Chung : Journaliste
- Michael Giel : Homme mécanique
- Jack Giffin : Homme ivre
- Blair MacMillan : Mathilda
- Yanna McIntosh : Nounou
- Ryan Oliva : Mort-vivant
- Julian Richings : Carny
- Korina Rothery : Sissy Performance Double

### Épisode 6: S'épanouir à en mourir
- Canada : 6 novembre 2023 sur CBC

- Craig Brown : Eddie Crawford
- Jefferson Brown : Serigalo
- Jonathan Collard : Nathaniel Ryder
- Xavier de Guzman : Calme
- Rong Fu : Setia
- Alex Karzis : Percy Delwyn
- Soo-Ram Kim : Tranquillité
- Jef Mallory : Paix
- Courtney Pavao : Unité
- Kimwun Perehinec : Liberté
- Berkley Silverman : Femme de ménage / Miss Franklin

### Épisode 7:La mort aux courses
- Canada : 13 novembre 2023 sur CBC

- John Blackwood : Chappy Farnsworth
- Kristin Booth : Scarlet Marshall
- Craig Brown : Eddie Crawford
- James Gallanders : Guy West
- Andy Ingram : Officiel de course
- Mpho Koaho : Joey Witherspoon
- Chris Owens : Bruce Marshall
- Philip Riccio : Emmett Carmichael

### Épisode 8:Promenons-nous dans les bois
- Canada : 20 novembre 2023 sur CBC

- Isolde Ardies : Fern
- Peyton Boulley : Bella
- Nicki Burke : Paulina
- Justin Michael Carriere : Damien
- Ella Chung : Gemma
- Alexander Eling : Osidious Jones
- Kimberly Huie : Wanda Feiss
- Michelle Mohammed : Tyla Todd
- Maria Nash : Kristal

### Épisode 9:La liste du père Noël
- Canada : 27 novembre 2023 sur CBC

- Carolyn Taylor : Deidre Newsome
- James Kall : H. H. Fudger
- Jonathan Potts : Perry Newsome
- Cliff Saunders : Père Noël
- Kurtys Kidd : Elfe trop grand
- Kent Staines : Perigrew Lark
- Charlie Zeltzer : Danny
- Deborah Drakeford : Mme Potts
- Clyde Whitham : Wes Tallyford
- Natasha Ramondino : Sarah Jenkins
- Diane Johnstone : Velma Joy
- Michael Morrone : Homme
- Frances Townend : Chanteuse de Noël

### Épisode 10:Fenêtre sur rue
- Canada : 1er janvier 2024 sur CBC

- Dan Abramovici : Ken McDowell
- Cory Bertrand : Norman Tibbins
- Paula Brancati : Lize McDowell
- Alexander Crowther : Marcel Marston
- James Downing : Liam Grimcrux
- Jayne Eastwood : Abigail Halston
- Zach Eulberg : Nathaniel Marston
- David Frisch : Stephen Goodwin
- Frank Licari : Garrett LaRue
- Peter Millard : Anthony Marston
- David Reale (en) : Daniel Dunn
- Christian Rose : Newsie
- Eric Weinthal : Mr. Wohl

### Épisode 11:La guerre des clans
- Canada : 8 janvier 2024 sur CBC

- Scott Dion Brown : Clifford
- Ian D. Clark : Douglas Cameron
- Robert Clarke : Fingal MacDonald
- David Michael Moote : Malcom MacDonald
- Aidan Devine : Duncan Campbell
- Fiona Highet : Morag Cambpell
- Seamus Patterson : Alasdair Campbell
- Chloe Rose : Iona Campbell
- Dale Whibley : Ross Cambpell
- R.H. Thomson : Inspecteur en chef Francis Stewart
- Eric Welch : Enden Gunn
- Brian Young : Père Aloysius

### Épisode 12:Le mauvais œil
- Canada : 15 janvier 2024 sur CBC

- Evan Buliung : Révérende Asa Kitteredge
- Rodrigo Fernandez-Stoll : Salazar Templar
- Susannah Hoffmann : Charmion Glass
- Michael Koras : Client
- Carson Manning : Voleur
- Liam Marshall : Derby Tasker
- Tamara Podemski : Fay Radler
- Drew Tyce : Pyromane
- Samantha Walkes : Cassiopeia Bright

### Épisode 13:Destination nulle part
- Canada : 22 janvier 2024 sur CBC

- Guled Abdi : Clutch
- Charlotte Cattell : Fantôme
- Jesse Collin : Herman Shainsworth
- Andre Colquhoun : Porter
- Thomas Gough : Bertie Mupps
- Dov Mickelson : Maire Frank Henshaw
- Tennille Read : Mary-Ann Shainsworth
- Alex Spencer : Jerrod Bryllis
- Sarah Swire : Dorothy Ernst
- David Thompson : Yankee

### Épisode 14:L'attaque des abeilles tueuses
- Canada : 29 janvier 2024 sur CBC

- Dan Chameroy : Anthony Winghed-Sheen
- Jacob Neayem : Leonard Beezbruch
- Christina Orjalo : Cornelia Sweet
- Christopher Sawchyn : Demetre LaFlamme
- Niamh Wilson : Clara Kent

### Épisode 15:À la recherche du trésor perdu
- Canada : 5 février 2024 sur CBC

- Margaret Atwood : Loren Quinnell
- Ashley Leggat : Miranda Fekete
- Meegwun Fairbrother : Leopold Hudson
- Mike Petersen : Dr. Aldous Hardy
- Xavier Schoppel : Jorg Holstrom
- Martin Julien : John Coffrey
- James McDougall : Emmett Wilks
- Deborah Lobban : Mme Pym
- Paul Irving : Agent de police
- Michael T. Burgess : Concierge

### Épisode 16:Un prédicateur à Toronto
- Canada : 12 février 2024 sur CBC

- Ted Atherton : Prêcheur Jimmy Wilde
- Alanna Bale : Sœur Mary Ellen
- Rylan Wilkie : Lott
- Katy Breier : Sue Miskin
- Patrick McManus : O'Leary
- Sean Jones : Hemming
- Simon Fothergill : Alfred Starker

### Épisode 17:En souvenir du 5 novembre
- Canada : 19 février 2024 sur CBC

- Matthew Lemche : William Price
- Leah Pinsent : Laura Sollner
- Dov Tiefenbach : Edward Blake
- Patrick Galligan : Robert Borden
- Deb Filler : Propriétaire
- Paul Irving : Agent Paul
- Joanna Haughton : Femme blessée

### Épisode 18:La dame blanche de Toronto
- Canada : 26 février 2024 sur CBC

- Melanie Leishman : Camilla Grundy
- Ted Dykstra : Charlie Hall
- Nigel Shawn Williams : Conrad Peach
- Brendan Gall : Clarence Gundy
- David Benjamin Tomlinson : Phillip Bland
- Rhoslynne Bugay : Luna Driscoll
- Neil Crone : Procureur de la Couronne Alistair Gordon
- Billy Merasty : Gardien du cimetière Gary Cardinal
- Xavier Lopez : Perry Solano
- Greg Campbell : Juge
- Benjamin Thomson : Président du jury

### Épisode 19:Une maladie mystérieuse
- Canada : 4 mars 2024 sur CBC

- Stephanie Belding : Infirmière Kate Sullivan
- James McGowan : Dr. Forbes
- Richard Zeppieri : Fabrizio Pullia
- Scott Wentworth : Harold Warrington
- Gregory Ambrose Calderone : Pietro Pullia
- Chloe Dallal : Iara Mendez
- Norma Dell'Agnese : Alda Pullia
- Kalyna Alessandra Fisher : Tillie Sanders
- Luc Trottier : Luca
- Luis Fernandes : Tony
- Ijeoma Emesowum : Nancy Porter
- Diana Tso : Mme Hurley

### Épisode 20:Rhapsodie sanglante
- Canada : 11 mars 2024 sur CBC

- Bruce McCulloch : Gerald Pitkin
- Sarah Camacho : Sylvia Fachada
- Susan Hamann : Inga Bohl
- Gregory Prest : Gustav Bohl
- Ivan D. Ossa : Winston Glover
- Jamie Cavanagh : Daniel Spratt
- Katie Strain : Trixie Tyler
- Karissa Strain : Dixie Tyler
- Mehron Halitsky : Paul Hahn
- Sean Ban Beaton : William Harwell
- Gustavo Gimeno : Conducteur
- Mark Williams Jr. : Nathaniel Dett
- James Collins : Contremaître
- James Gilbert : Pascal Girard

### Épisode 21:Fiançailles écourtées
- Canada : 18 mars 2024 sur CBC

- Travis Nelson : Joseph Greyson
- Nina Kiri : Jane Joplin
- Naomi Snieckus : Matrone Rudger
- Zoé De Grand Maison : Constance Cavendish
- Duane Murray : Pipkin Sr.
- Brendan Cox : Donnie Pipkin
- Julia Doyle : Elizabeth Potter

### Épisode 22:Pourquoi chantent-ils tous?
- Canada : 25 mars 2024 sur CBC

- Sharron Matthews : Maisy Mack
- Colin Mochrie : Ralph Fellows
- Larry Mannell : Beggar
- Brenda Robins : Rose Hoskins
- Drew Davis : Vendeur de journaux
- Heather Bambrick : Fleuriste
- Damien Broomes : Vendeur de nourriture ambulant
- Demi Oliver : Danseur de rue / Policier #3
- Andrea Ciacci : Danseuse de rue #5
- Katherine Gayle : Danseuse de rue #6
- Tim French : Chorégraphe
- Ken Pham : Danseur de rue / Policier #1
- Joshua St. John : Danseur de rue / Policier #4
- Ryan Wilson : Danseur de rue / Policier #2

### Épisode 23:Pas de fumée sans feu
- Canada : 1er avril 2024 sur CBC

- R.H. Thomson : Inspecteur en Chef Francis Stewart
- Mark Caven : Chadwick Vaughan
- Melanie Leon : Danielle Baker
- Sean Sullivan : Ivan Wetzman
- Aaron Walpole : Richard Tauber
- Nathan Hoppe : Agent McNabb
- Brandon Gonez : Bar Patron
- Paul Irving : Agent Paul Harris
- Daniel Williston : Mason Jeffries

### Épisode 24:Pour le bien de tous
- Canada : 8 avril 2024 sur CBC

- Tattiawna Jones : Edith Ritson
- Craig Arnold : Jonathan Clarke
- Richard Zeppieri : Fabrizio Pullia
- Scott Wentworth : Harold Warrington
- Tom Power : Mr. Power
- Brad Hodder : Aaron Grenville
- Ray Francis : Mirac Dogan
- Dwight Ireland : Dr Samuel Ritson
- Luis Fernandes : Tony
- Jazmine Campanale : Femme de ménage
- Liam Kinahan : Bar Lout
- Nathan Hoppe : Agent McNabb